# (10366) Shozosato
(10366) Shozosato (1994 WD4) – planetoida z pasa głównego asteroid okrążająca Słońce w ciągu 3,36 lat w średniej odległości 2,24 j.a. Odkryta 24 listopada 1994 roku.